# Spichrz solny w Lęborku
Spichrz solny w Lęborku – dawny spichlerz w Lęborku, wybudowany w XIV wieku, współcześnie zbór zielonoświątkowców. Od 2010 roku obiekt znajduje się w rejestrze zabytków.